# Солотвина (правий доплив Бухти)
Солотвина — потік в Україні у Львівському районі Львівської області. Правий доплив річки Бухти (басейн Вісли).

## Опис
Довжина потоку приблизно 5,50 км, найкоротша відстань між витоком і гирлом — 5,03  км, коефіцієнт звивистості річки — 1,09 . Формується декількома безіменними струмками.

## Розташування
Бере початок у селі Мочеради. Тече переважно на південний схід через село Золотковичі і впадає у річку Бухту, праву притоку річки Вігору.

## Цікаві факти
- На потоку існує декілька газових свердловин[3].